# 托瓦爾市

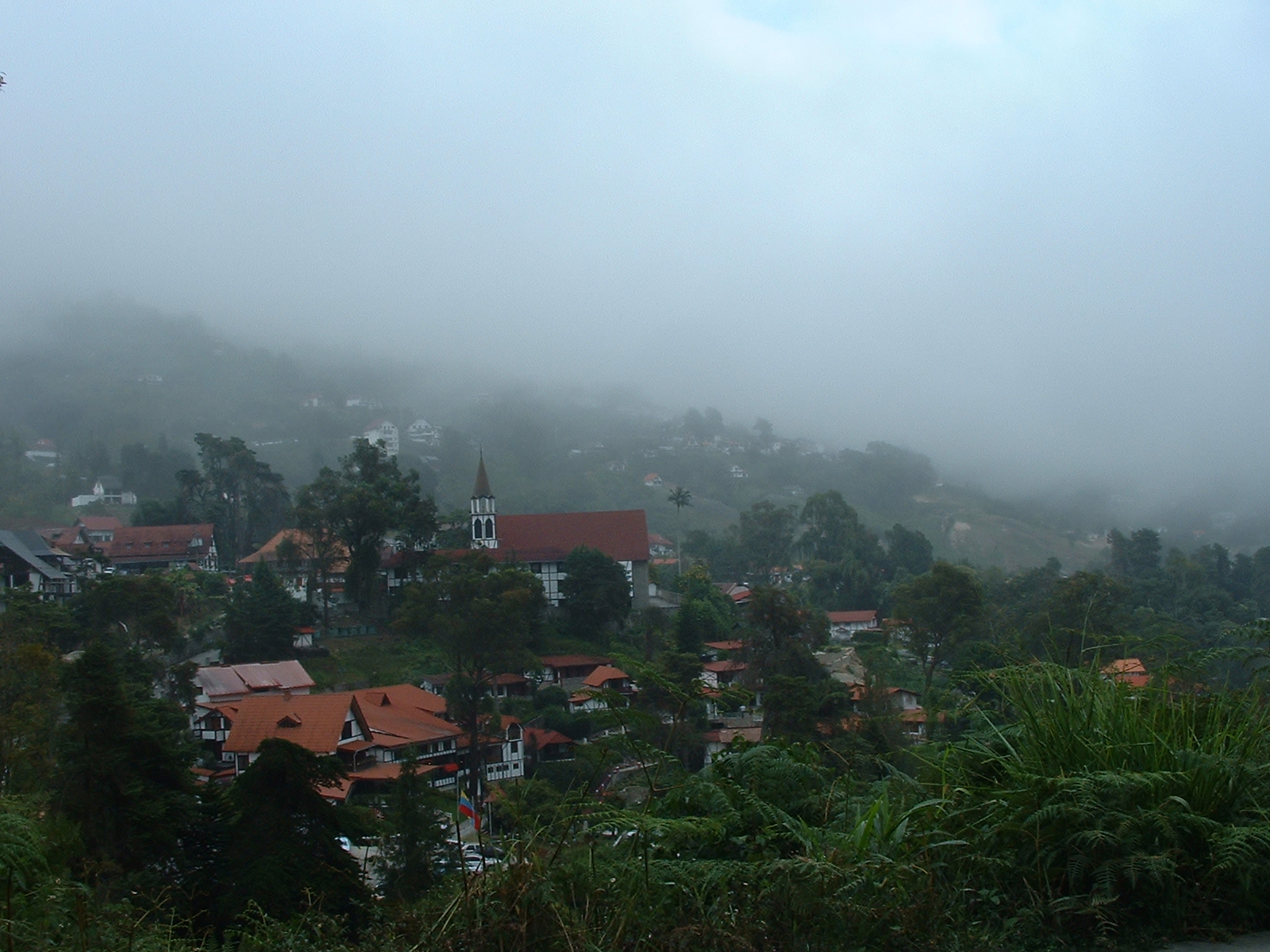
首府科洛尼亞托瓦爾

10°25′N 67°17′W / 10.417°N 67.283°W
托瓦爾市（西班牙語：Municipio Tovar），是委內瑞拉的一個市，位於該國北部阿拉瓜州，首府設於科洛尼亞托瓦爾，面積289平方公里，2011年人口14,673，人口密度為每平方公里51人。